# Jim Sohns
Jim Sohns parfois nommé Jimy Sohns, né le 23 août 1946 à Chicago (Illinois) et mort le 29 juillet 2022, est un chanteur de rock Garage américain, chanteur du groupe The Shadows of Knight depuis sa création en 1964. Il s’est fait connaître en 1966 avec le titre Gloria, le premier 45 tours du groupe.

## Biographie
James Alan Sohns est né le 23 août 1946, à Chicago dans l’État de l’Illinois aux États-Unis. Sa famille déménage en banlieue de Chicago dans le comté de Cook lorsqu’il est à l’école primaire. Il fait ses études secondaires au lycée Prospect High School (en) où il fait la connaissance des autres membres de ce qui deviendra le groupe The Shadows of Knight.
Il meurt le 29 juillet 2022 après avoir subi un accident vasculaire cérébral une semaine auparavant.